# لوس (ممثلة)
لوس (بالفرنسية: Luce)‏ هي مغنية وممثلة فرنسية، ولدت في 28 يناير 1990 في فرنسا.

## وصلات خارجية
- لوس على موقع IMDb (الإنجليزية)
- لوس على موقع ألو سيني (الفرنسية)
- لوس على موقع ميوزك برينز (الإنجليزية)
- لوس على موقع ديسكوغز (الإنجليزية)
- لوس على موقع قاعدة بيانات الفيلم (الإنجليزية)